# Task manager
Task manager (trình quản lý công việc) là chương trình được sử dụng để cung cấp các thông tin về các tiến trình và các chương trình đang chạy trên máy tính, cũng như tình trạng chung của máy tính. Nó cũng có thể để ép dừng một tiến trình hay thay đổi độ ưu tiên của từng tiến trình.

## Một vài ví dụ về Task manager
- Windows Task Manager trên Microsoft Windows
- Activity Monitor trên Mac OS X (là Process Viewer trong các bản trước Mac OS X v10.3)
- AIX procmon GUI process monitoring tool.
- GKrellM trên BSD, Linux, Solaris, Mac OS X và Windows
- KDE System Guard và KTop trên KDE 3.
- System Activity trên KDE 4.
- GNOME System Monitor trên GNOME.
- Xfce Task Manager trên XFCE.